# Hal et Jim McElroy
Pour les articles homonymes, voir McElroy.
Hal et Jim McElroy, nés à Melbourne le 6 avril 1946 , sont des frères jumeaux australiens, producteurs de cinéma et de télévision. 

## Biographie
Les frères McElroy sont surtout connus pour trois films qu'ils ont produit conjointement dans les années 1970, réalisés par Peter Weir au début de sa carrière, Les Voitures qui ont mangé Paris (The Cars That Ate Paris) (1974), Pique-nique à Hanging Rock (Picnic at Hanging Rock) (1975) et La Dernière Vague (The Last Wave) (1977). Ils sont aussi producteurs associés de Let the Balloon Go (en) (1976).
Les frères McElroy ont également travaillé séparément sur des projets avant, pendant et après ces projets communs. Ils ont eu des carrières totalement distinctes depuis 1982, à l'exception de Till There Was You (en) (1991). Hal travaille maintenant avec son épouse Di McElroy.